# Ben Warley
Benjamin Vallentina „Ben” Warley (ur. 4 września 1936 w Waszyngtonie, zm. 5 kwietnia 2002 w Filadelfii) – amerykański koszykarz, występujący na pozycjach rzucającego obrońcy lub niskiego skrzydłowego.

## Osiągnięcia
College
- Mistrz NAIA (1958, 1959)
- Uczestnik NAIA Final Four (1958–1960)

AAU
- Miatrz AAU (1961)
- Zaliczony do składu AAU All-American (1960, 1961)

ABL
- Mistrz ABL (1962)

ABA
- Uczestnik meczu gwiazd ABA (1968)[1][2]